# Готтлоб-Герберт Бідерман
Готтлоб-Герберт Бідерман (нім. Gottlob-Herbert Bidermann; 28 серпня 1920, Штутгарт — 2010, Фройденштадт) — німецький офіцер, обер-лейтенант резерву вермахту. Кавалер Німецького хреста в золоті.

## Біографія
Навчався на торговця текстилем у Штутгарті. Після початку Другої світової війни призваний на службу у вермахт., служив у 132-й піхотній дивізії. Учасник численних боїв на радянсько-німецькому фронті: бої під Києвом, блокада Ленінграду, облога Севастополя, бої в Курляндії. Після війни провів 3 роки в радянському полоні.
Бідерман був активним членом Товариства колишньої 132-ї піхотної дивізії, займався колекціонуванням: зібрав велику колекцію наступальної і оборонної холодної зброї від Середньовіччя до початку Нового часу, а також разом із дружиною відкрив музей старовинних іграшок.

## Нагороди
- Нагрудний знак «За поранення» — всього за час бойових дій одержав 5 поранень (12 листопада 1941, 16 січня 1944, 28 лютого 1944, 5 липня 1944, 25 липня 1944).
  - в чорному (листопад 1941) — за перше поранення.
  - в сріблі (14 квітня 1944) — за третє поранення.
  - в золоті (31 жовтня 1944) — за п'яте поранення.
- Залізний хрест
  - 2-го класу (30 грудня 1941) — як єфрейтор 14-ї роти 437-го піхотного полку 132-ї піхотної дивізії.
  - 1-го класу (31 грудня 1941)
- Штурмовий піхотний знак в сріблі (31 грудня 1941)
- Медаль «За зимову кампанію на Сході 1941/42»
- Медаль «Хрестовий похід проти комунізму» (Румунія)
- Кримський щит (16 грудня 1942) — як унтер-офіцер 14-ї (протитанкової) роти 3-го батальйону 437-го гренадерського полку 132-ї піхотної дивізії.
- Німецький хрест в золоті (21 лютого 1944) — як лейтенант 437-го гренадерського полку 132-ї піхотної дивізії.
- Нагрудний знак ближнього бою
  - в бронзі (2 березня 1944) — як лейтенант штабу 1-го батальйону 437-го гренадерського полку 132-ї піхотної дивізії.
  - в сріблі (25 листопада 1944) — як лейтенант штабу 2-го батальйону 437-го гренадерського полку 132-ї піхотної дивізії.
- Сертифікат Пошани Головнокомандувача Сухопутних військ Вермахту (16 вересня 1944)
- Почесна застібка на орденську стрічку для Сухопутних військ (16 вересня 1944)
- Нарукавний знак «За знищений танк» 2-го ступеня (2 січня 1945) — за знищення радянського танка Т-34 за допомогою панцерфауста 12 грудня 1944 року.
- Нарукавна стрічка «Курляндія»